# Ladislav Kovács
Ladislav „GuardiaN“ Kovács (* 9. července 1991, Komárno) je slovenský profesionální hráč herní série Counter-Strike. Kovács je jedním z mála hráčů, kteří zaznamenávali větší úspěchy ve všech třech hrách Counter-Striku (1.6, Source, Global Offensive). Svoji CS:GO kariéru začal v roce 2012 a během 2 let vystřídal 5 týmů. Na konci roku 2013 přestoupil do týmu Natus Vincere. V srpnu 2017 tým Natus Vincere opustil a přestoupil do FaZe Clanu. V září 2019 přestoupil zpět do týmu Natus Vincere. V prosinci 2019 byl vyřazen ze základní sestavy a nahrazen hráčem „Perfecto“.
V roce 2016 se zasnoubil se švédskou profesionální hráčkou Ninou „Foxglove“ Flatnesovou.

## Hráč roku (umístění podle HLTV)
- 2013 – 10. místo[4]
- 2014 – 11. místo[5]
- 2015 – 2. místo[6]
- 2016 – 17. místo[7]
- 2017 – 9. místo[8]
- 2018 – 11. místo[9]